# هاي 'ن' دراي (ساترداي نايت)
«هاي 'ن' دراي (ساترداي نايت)» (بالإنجليزية: High 'n' Dry (Saturday Night))‏ هي الأغنية العنوانية لفرقة الهارد روك البريطانية ديف ليبارد من ألبومها الذي يحمل الاسم نفسه. صُنفت الأغنية في المركز 33 على قائمة في إتش 1 لـ«أفضل 40 أغنية ميتال». الأغنية هي واحدة من أغاني ديف ليبارد الخمس التي كان لها فيديو ترويجي، لكنها لم تُصدر كأغاني منفردة. أُصدرت الأغنية كأغنية منفردة في أستراليا.
دخلت الأغنية قائمة «الخمس عشرة القذرة»، وهي قائمة من الأغاني التي انتقدها مركز مصادر الموسيقى الأبوي، وهو لجنة أمريكية تشكلت في 1985، بسبب كلماتها الفاضحة. كانت مهمة المجموعة «تربية وإعلام الآباء» عن «الاتجاه النامي في الموسيقى نحو كلمات الأغاني الفاضحة جنسياً، أو زائدة العنف، أو الممجدة لتعاطي المخدرات والكحول»، والسعي نحو رقابة وتقييم الموسيقى. دخلت الأغنية للقائمة بسبب احتواء كلماتها على «تعاطي المخدرات والكحول»، بالرغم من وجود أسطر في كلمات الأغنية تصف تعاطي الكحول والثمول، إلا أن الأغنية تُعتبر عموماً عن المرح في ليلة السبت في نمط حياة روك أند رول، بالرغم من كونه متعياًّ.